# Perdita claypolei
Perdita claypolei är en biart som beskrevs av Cockerell 1901. Perdita claypolei ingår i släktet Perdita och familjen grävbin. Inga underarter finns listade i Catalogue of Life.